# الحروب العثمانية الهابسبورغية في المجر (1526-1568)
كانت الحروب العثمانية الهابسبورغية في المجر بين عامي 1526 و1568 صراعات عسكرية بين عائلة هابسبورغ الملكية والدولة العثمانية بهدف السيطرة على أراض في المملكة المجرية وبعض الأراضي المجاورة في جنوب شرق أوروبا. أجرى الهابسبورغ والعثمانيون سلسلة من الحملات العسكرية كل ضد الآخر في المجر بين هذين العامين. في حين كانت اليد العليا للعثمانيين من الناحية الإجمالية، أخفق الجانبان في تحقيق انتصار حاسم. بقي الجيش العثماني شديد القوة في الميادين المفتوحة لكنه أضاع الكثير من الوقت في محاصرة القلاع العديدة على الحدود المجرية كما أن خطوط التواصل تطاولت إلى أقصى حد ممكن. في نهاية النزاع، كانت المجر مقسومة إلى عدد من مناطق السيطرة، وذلك بين كل من العثمانيين والهابسبورغ وإمارة ترانسيلفانيا التي كانت تابعة للسلطة العثمانية.

## ثلاثينيات القرن السادس عشر
بعد إخفاق حصار السلطان سليمان لفيينا عام 1529، شن فرديناند هجومًا معاكسًا عام 1530 بهدف استعادة زمام المبادرة والانتقام للدمار الذي سببه جيش سليمان المكون من 120 ألف جندي.
أتى رد سليمان في عام 1532 عندما قاد جيشه الضخم الذي قدر عدده بأكثر من 120 ألف رجل من أجل حصار فيينا مرة أخرى. سحب فرديناند جيشه، تاركًا 700 رجل فقط دون مدفعية ومع بعض الأسلحة النارية فقط للدفاع عن كوسيغ. في حصار كوسيغ. لم يدرك الصدر العثماني الأعظم إبراهيم باشا الفرنجي مدى ضعف دفاعات المدينة، إذ كانت أضعف حتى من القسطنطينية عند احتلالها عام 1453.
تمكن المدافعون عن المدينة بقيادة الضابط الكرواتي نيكولا يوريسيتش من صد كل هجوم. حتى الآن، لا يمكن معرفة نتيجة المعركة بشكل دقيق بسبب وجود روايتين متناقضتين تبعًا لكل طرف في الحرب. في الرواية الأولى، رفض يوريسيتش عرض الاستسلام بشروط منحازة، وفي الرواية الثانية قُدمت للمدينة شروط الاستسلام الرمزي. بصرف النظر عن هذه التفاصيل، انسحب العثمانيون عند بداية أمطار أغسطس. خلال هذا الانسحاب، تكبد العثمانيون هزيمة في معركة لوبرسدورف ضد الجيش الإمبراطوري بقيادة البلاطيني المنتخب فردريك الثاني.
وُقعت اتفاقية القسطنطينية عام 1533 بين فرديناند وسليمان. اعترف الطرفان بجون شابولياي ملكًا للمجر كإمارة عثمانية. لكن العثمانيين اعترفوا بالأراضي الواقعة تحت سيطرة هابسبورغ في المجر.
لم ترض هذه الاتفاقية جون شابولياي أو فرديناند الذين بدأت جيوشهما بإجراء مناوشات على امتداد الحدود. قرر فرديناند توجيه ضربة قاضية لجون عام 1537 من خلال إرسال أكثر قادته العسكريين قدرة من أجل السيطرة على أوسييك، منتهكًا اتفاقية الهدنة بذلك. فشل الحصار على المدينة وقاد إلى معركة غورياني، والتي كانت كارثة مشابهة لمعركة موهاج إذ تمكن جيش الإنقاذ العثماني من اكتساح النمساويين المهاجمين.
لكن وبدلًا من مهاجمة فيينا مرة أخرى، أرسل سليمان جيشًا مكونًا من ثمانية آلاف جندي من سلاح الفرسان الخفيفة لمهاجمة أوترانتو جنوب إيطالية في العام ذاته. سُحبت القوات من إيطاليا بعد الفشل في التنسيق بين الهجوم الفرنسي المتوقع والجهود العسكرية العثمانية. مع ذلك قدم الانتصار العثماني في معركة بروزة عام 1538 هزيمة جديدة لتحالف الهابسبورغ.

## أربعينيات القرن السادس عشر
في عام 1541، فشل العثمانيون في احتلال قلعة زغتفار، لكنهم ألحقوا هزيمة مذلة بالهابسبورغ في حصار بودا في العام ذاته. كان جون شابولياي قد مات في العام السابق وابنه لا يبلغ من العمر سوى بضعة أعوام. تلا خبر موته هجوم نمساوي على بودا، لكن توسلات أرملة جون لسليمان لم تمر دون جدوى، إذ تلقى الجنرال النمساوي المسن فيلهلم فون روغندورف هزيمة جديدة خارج حدود بودا عام 1541 قبل أن يتمكن حتى من اجتياز نهر الدانوب. في العام التالي حاصر فرديناند مدينة بيست لكنه فشل في اقتحامها.
في أبريل من عام 1543، شن سليمان حملة عسكرية جديدة في المجر، مستعيدًا بذلك بران وعددًا من القلاع الأخرى ليصبح جزء كبير من المجر تحت السيطرة العثمانية. كجزء من التحالف الفرنسي العثماني، نُقلت قوات فرنسية لمساعدة العثمانيين في المجر، وأُرسلت وحدة مدفعية فرنسية بين عامي 1543 و1544 لتلحق بالجيش العثماني. في أغسطس من عام 1543، نجح العثمانيون في حصار واحتلال إسترغوم، تلا هذا الحصار احتلال شيكشفهيرفار في سبتمبر من العام ذاته. سقطت مجموعة من المدن الأخرى خلال هذه الحملة منها سيكلوس وسيجد بهدف تأمين حماية أكبر لبودا. لكن التأخير المستمر في الهجوم نحو الغرب -والذي كان بسبب حصار هذه القلاع- أدى إلى عدم قدرة العثمانيين على شن أي هجوم جديد باتجاه النمسا.
منذ عام 1548 وحتى نهاية الحرب، أُرسلت فرقة المشاة الهابسبورغية الإسبانية الثالثة -والتي كانت قد حاربت في الحرب الشمالكادية- بقيادة الضابط برناردو دي ألدانا إلى المجر من أجل محاربة داعمي جون زابوليا نيابة عن فرديناند. في الواقع أرسل كارلوس الرابع إمبراطور الإمبراطورية الرومانية المقدسة قوات إسبانية لمساعدة أخيه بشكل دوري بين عامي 1527 و 1533، أثبت هذا الدعم العسكري أهميته الكبيرة في بقاء المجر ضمن المجتمع الأوروبي المسيحي.

## تبعات الحرب
توصلت الأطراف المتصارعة إلى السلام أخيرًا في اتفاق أدرنة عام 1568، وتجدد الاتفاق في أعوام 1576 و1584 و 1591. لم تندلع حرب أخرى بين الهابسبورغ والعثمانيين حتى عام 1593 بحلول الحرب التركية الطويلة. لكن عددًا من النزاعات والاشتباكات العسكرية المحدودة استمرت بالحدوث خلال هذه الفترة فيما عُرف باسم ’الحرب الصغيرة’. لم يرسل أي طرف جيشًا ضخمًا أو يشن عمليات واسعة النطاق، لكن السلطات على الجانبين عانت بشكل مستمر من الغزاة المعادين على الحدود المبهمة. في النهاية، كان قرار الطرفين هو المحافظة على استمرارية السلام خلال هذه الفترة.